# Odzywka forsująca
Odzywka forsująca (ang. forcing bid) – odzywka w brydżu, która zobowiązuje partnera do zgłoszenia kolejnej odzywki w celu podtrzymania licytacji i umożliwienia wymiany dalszych informacji o posiadanej karcie. Innymi słowy jest to odzywka, która zabrania partnerowi pasować.
Zasady forsowania sformułował po raz pierwszy już w 1927 roku Ely Culbertson w swoim systemie licytacyjnym. Stały się one podstawą licytacji naturalnej i stosowane są powszechnie we współczesnych systemach licytacyjnych. To, która konkretnie odzywka jest forsująca, a która nie, zależy od ustaleń przyjętych w systemie.
Odzywki forsujące stosowane podczas licytacji można podzielić na:
- odzywki forsujące na jedno okrążenie – po takiej odzywce partner zobowiązany jest do podtrzymania licytacji tylko jedną odzywką. Typowym przykładem takich odzywek jest licytacja jedno po jednym lub dwa po jednym, czyli zgłoszenie odzywki na poziomie jednego lub dwóch w odpowiedzi na otwarcie partnera na poziomie jednego. Często zgłoszenie nowego koloru w różnych innych sekwencjach licytacyjnych forsuje partnera na jedno okrążenie.
- odzywki forsujące do dogranej – po takiej odzywce obaj partnerzy zobowiązani są licytować aż do osiągnięcia dogranej. Typowym przykładem są tu odzywki dawane z przeskokiem. Jeśli taka odzywka nie jest odzywką blokującą, to zwykle jest forsująca do dogranej.
- odzywki forsujące do określonego poziomu – sytuacja analogiczna, obaj partnerzy zobowiązani są licytować do osiągnięcia poziomu określonej odzywki. Przykładem może być odzywka dwa po jednym, która w niektórych systemach forsuje do poziomu 2BA.

Osobnym typem odzywek, które forsują są odzywki konwencyjne. Wynika to z faktu, że odzywki te nie mają charakteru deklaracji i nie mają podstaw do stania się kontraktem ostatecznym. Odzywki konwencyjne często forsują tylko na jedno okrążenie.